# Pyote (Teksas)
Pyote je gradić u američkoj saveznoj državi Teksas. Prema popisu stanovništva iz 2010. u njemu je živjelo 114 stanovnika.